# Jämtland tartomány
Jämtland Észak-Svédország egyik történelmi tartománya. Szomszédai Härjedalen, Medelpad, Lappland és Ångermanland tartományok, valamint Norvégia.

## Megye
A tartomány a megye háromnegyedét foglalja el.

## Történelem
A tartomány valamikor Norvégiához tartozott, de a brömsebroi béke után Svédországhoz került.
1971 előtt feltérképezett városok:
- Östersund (1786)

## Földrajz
- Legmagasabb hegycsúcs: Storsylen 1766 méter
- Legnagyobb tó: Storsjön

## Címer
A címert 1560-ban, I. Vasa Gusztáv temetésekor kapta.

## Külső hivatkozások
- Jämtland – Jämtland & Härjedalen hivatalos honlapja
- Jämtland Härjedalen télen Archiválva 2006. január 6-i dátummal a Wayback Machine-ben – Turista információk